# 兄弟姉妹婚

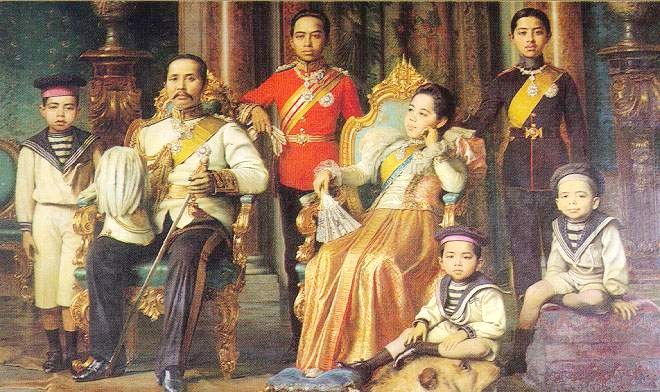
半血兄妹婚を行ったタイの国王ラーマ5世と王妃サオワパー・ポーンシー、及びその子供達の絵画

兄弟姉妹婚（きょうだいしまいこん、けいていしまいこん）は、兄弟姉妹同士の結婚である。平仮名や片仮名による兄弟姉妹を意味する表現を用いて「きょうだい婚」や「キョウダイ婚」などと表現する場合もある。現在許可している国としては、異母もしくは異父の場合に限っては可能としているスウェーデンが知られているが、多くの国において近親婚の制限として全血半血を問わず禁止されている。

## 歴史的状況

### 西ユーラシア・北アフリカ
全血の兄弟姉妹婚は古代エジプトなどで見られた。姉弟婚がエジプトの王家でよく見られることについて、元々は母権制の社会において男性が子供達との系譜上の関係性を高めようとしたためであったという見方もあり、また、あくまでも継承の正統性を確立するため名目上の婚姻であったとの見解もある。但し、エジプトのファラオであるツタンカーメンのDNA鑑定を行ってみたところ、ツタンカーメンは兄弟姉妹の間に生まれた子供と推測されたという研究報告も存在する。王族の話が特に有名ではあるが、山内昶は2世紀におけるエジプトの記録で婚姻例113例のうち兄弟姉妹婚は23例とされ、兄弟姉妹婚の比率が20%に達していたことを指摘している。

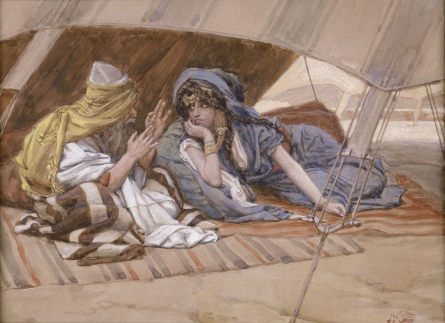
異母兄妹で結婚した異母兄アブラムと異母妹サライ。後にアブラハムとサラと名乗る。（1896年頃-1902年頃の絵画、James Tissotによる）

ユダヤ人は『レビ記』の規定において兄弟姉妹同士の性関係を禁止したが、ウル（所在地は後のイラク南部と推定されている）生まれでカナン（後のパレスチナ周辺地区）に移住し、ユダヤ人の祖となったとされるアブラハムは異母妹のサラと結婚していたという伝承もある。
古代ギリシアでは兄弟姉妹婚に対してある程度柔軟な対応を採っていたとされている。半血の兄弟姉妹婚について、スパルタにおいては子供の関係が同母異父の場合は認めていたとされ、アテナイにおいては子供の関係が同父異母の場合は認めていたとされる。

### 東ユーラシア

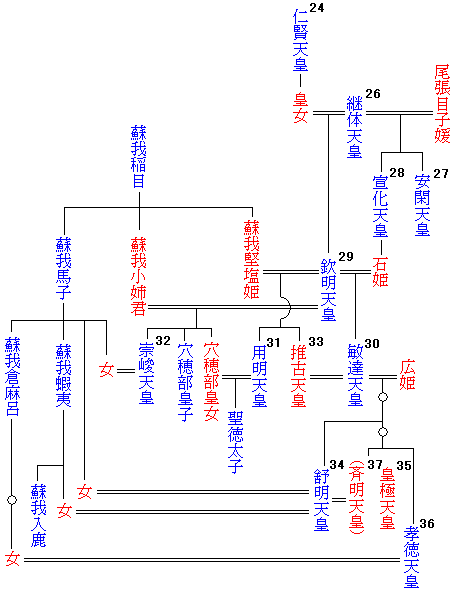
古墳時代末期から飛鳥時代初期にかけての日本の天皇家の系図

日本では現在の民法においては全血半血にかかわらず兄弟姉妹婚を禁じているが、古代においては同父異母兄弟姉妹間の婚姻は許可されていた。用明天皇と異母妹穴穂部間人皇女の息子聖徳太子や、押坂彦人大兄皇子と異母妹糠手姫皇女の息子舒明天皇などは異母兄妹婚で生まれた子供である。同母異父兄弟姉妹間の結婚も全く存在していなかったとも言えず、珍しいが橘諸兄と藤原多比能のように同母異父の兄と妹が結婚することもあった。だが、同父同母の兄弟姉妹に関しては完全に婚姻が禁じられていたと言われている。また、上代日本語では「兄（せ）」を夫の意味として使ったり「妹（いも）」を妻の意味として用いたりすることがあるが、これについて『日本書紀』の仁賢天皇紀に異母兄弟姉妹婚を行っている家庭で異母姉妹である妻が夫について「兄（せ）」と表現している例もあることから、夫婦と兄妹が同一視されていた結果という見方もある。
平安時代中期から、同父異母の兄弟姉妹婚も見られなくなる。平安時代中後期に執筆された『源氏物語』には、異母姉弟と知らずに玉鬘に思いを寄せていた柏木・紅梅が、実は玉鬘が異母姉であると知って落胆し、逆に実は玉鬘が異母姉でなかったと知った夕霧が積極的な行動に出る描写がある（行幸・藤袴）。
東アジアで異母の兄弟姉妹が婚姻することができた地域としては、他にはかつての朝鮮が挙げられる。高麗の王族では、君主の光宗とその異母姉妹である大穆王后のように異母兄弟姉妹で結婚している例が見られる。また、春秋時代に斉で襄公と文姜が異母兄妹で性交渉を行っていたという話も、古代の血族婚の風習が東夷を通じて伝わっていたためという見方もあるが、このように兄妹が通じることは中国人的な価値観からは批判されやすい慣習であった。
なお、近親婚について遺伝的な危険性が高まるのではと言われることもあるが、実際には遺伝的リスクを回避する手段も存在し、タイの国王で複数の半血兄弟姉妹婚を行ったラーマ5世のように姉妹以外にも大量の妻を作ることで子孫の多様性を高めている例もある。

## 現代における論争
スウェーデンではかつては半血の兄弟姉妹の婚姻を認めていなかったが、現実に存在する異父兄弟姉妹カップルを別れさせようとした問題から、最終的に政府当局が許可を発行した上でならば半血兄弟姉妹婚を認めると1973年に法改正が行われた。
21世紀の話としては、スコットランドにおいて異父兄妹で近親相姦を行ったとして罪を問われ有罪となった事件で、デイリー・メールのウェブサイトであるMail Onlineが異父兄と結婚したいと異父妹が語っていると報道したことが2008年にあった。

## 兄弟姉妹婚の例

### 古代エジプト
- トトメス1世とハトシェプスト（異母姉妹）
- ツタンカーメンとアンケセナーメン（異母姉）
- プトレマイオス2世とアルシノエ2世（同母姉）
- プトレマイオス4世とアルシノエ3世（同母姉）
- プトレマイオス6世、プトレマイオス8世と、クレオパトラ2世（いずれとも同母姉妹）
- プトレマイオス9世とクレオパトラ4世、クレオパトラ・セレネ1世（いずれも同母姉妹）
- プトレマイオス12世とクレオパトラ5世（異母姉妹）
- プトレマイオス13世、プトレマイオス14世と、クレオパトラ7世（異母姉）

### 古代アナトリア・ヨーロッパ
- アケメネス朝ペルシア、カンビュセス2世とロクサーナ、アトッサ（いずれも同母姉妹）
- アケメネス朝ペルシア、ダレイオス2世とパリュサティス（異母姉妹）
- カリアの王マウソロスとアルテミシア2世（姉妹）
- セレウコス朝シリア、アンティオコス、セレウコス4世、アンティオコス4世と、ラオディケ4世（いずれとも同母姉妹）
- セレウコス朝シリア、デメトリオス1世とラオディケ5世（同母姉妹）
- ポントス王ミトリダテス6世とラオディケ（同母姉妹）
- エピロス王アレクサンドロス2世とオリュンピアス（異母姉妹）

### 東アジア・東南アジア

#### 日本

##### 皇族
- 敏達天皇と推古天皇（異母妹）
- 用明天皇と穴穂部間人皇女（異母妹）→二人の間には聖徳太子が産まれた
- 押坂彦人大兄皇子と糠手姫皇女、小墾田皇女、桜井弓張皇女（いずれも異母姉妹）
- 山背大兄王と舂米女王（異母姉妹）
- 桓武天皇と酒人内親王（異母妹）→二人の間には朝原内親王が産まれた
- 平城天皇と朝原内親王、大宅内親王、甘南美内親王（いずれも異母妹）
- 嵯峨天皇と高津内親王（異母妹）
- 淳和天皇と高志内親王（異母妹）
- 清和天皇と源済子（異母妹）
- 敦慶親王と均子内親王（異母妹）

##### 皇族外
- 藤原不比等と藤原五百重娘（異母姉妹）
- 大伴宿奈麻呂と大伴坂上郎女（異母姉妹）
- 橘諸兄と藤原多比能（異父妹）

#### 朝鮮
- 高麗の光宗と大穆王后皇甫氏[注 1]（異母姉妹）
- 高麗の王旭と宣義王后柳氏（異母姉妹）
- 高麗の王貞と文恵王后柳氏（異母姉妹）
- 高麗の徳宗と敬成王后金氏、孝思王后金氏（どちらも異母姉妹）
- 高麗の文宗と仁平王后金氏（異母姉妹）

#### タイ
- ラーマ5世とスナンダ・クマリラタナ、サワーン・ワッタナー、サオワパー・ポーンシー、スクフマラ・マラスリ、サンクシンチャ（いずれも異母姉妹）

その他、インカ帝国では、代々皇帝は同母姉妹との結婚が行われた。